# Remy van Heugten
 (octobre 2018).
Remy van Heugten, né le 12 mai 1976 à Heerlen, est un réalisateur néerlandais.

## Filmographie
- 2004 : Over rozen[2]
- 2006 : Shahram & Abbas[3]
- 2009 : Witte vis[4]
- 2013 : Valentino[5]
- 2015 : Son of Mine[6]